# Praszywka Duża
Praszywka Duża (1044 m), Praszywka Wielka (1043 m) – szczyt Beskidu Żywiecko-Kisuckiego. Znajduje się w Grupie Wielkiej Raczy, jednak nie w głównej grani, lecz w bocznym grzbiecie, który odgałęzia się od Przegibka (1124 m) i biegnie w północnym kierunku poprzez przełęcz Przegibek, Bendoszkę Wielką, Praszywkę Małą, Przysłop Potucki i Praszywkę Wielką. Głębokimi dolinami po obydwu stronach tego grzbietu spływają dwa potoki: Rycerka i jej dopływ – potok Rycerski.
Nazwa szczytu jest pochodzenia wołoskiego i pochodzi od rumuńskiego słowa prâşit = orać. Płaski grzbiet Praszywki był zatem kiedyś orany. Obecnie znajduje się na nim duża podszczytowa polana, dzięki czemu roztacza się stąd rozległy widok. Panorama widokowa obejmuje zachodnią część Grupy Wielkiej Raczy ze szczytami Rachowiec, Oźna, Jaworzyna, Kikula. Widoczny jest też grzbiet Baraniej Góry. Po przeciwnej stronie widoczna jest hala Lipowska i Sucha Góra.
Między Praszywką Wielką i Małą, na przełęczy Przysłóp Potucki w sezonie letnim działa Studencka Baza Namiotowa Przysłop Potócki.
Praszywka Duża znajduje się w granicach miejscowości Rycerka Górna w województwie śląskim, w powiecie żywieckim, w gminie Rajcza. W regionalizacji fizycznogeograficznej Polski według Jerzego Kondrackiego Grupa Wielkiej Raczy zaliczana jest do Beskidu Żywieckiego, w nowszej polskiej regionalizacji z 2018 roku do Beskidu Żywiecko-Kisuckiego.

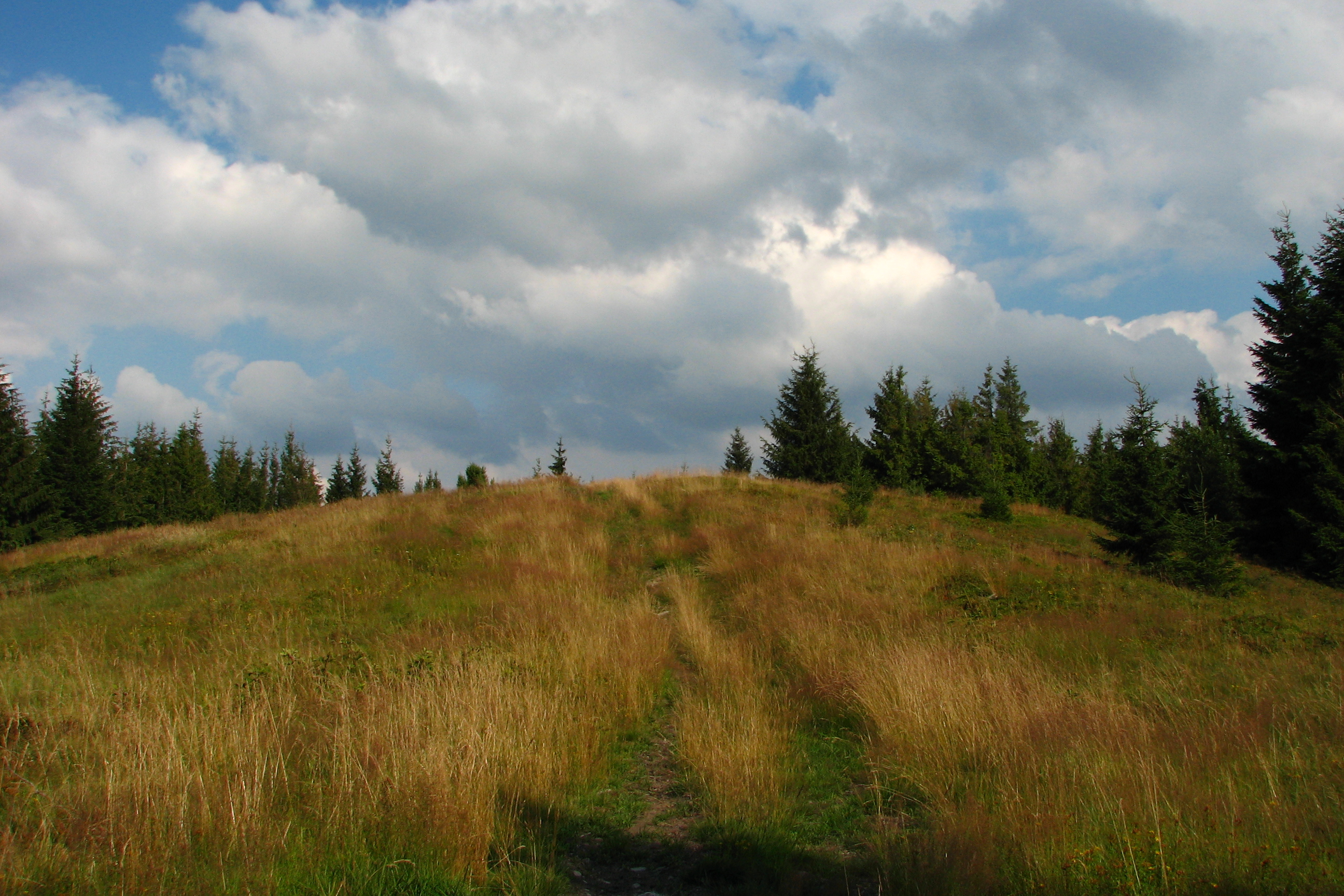
Polana pod szczytem Praszywki Dużej

## Szlaki turystyczne
– Sól – Rycerka Dolna – Praszywka Duża– Będoszka – przełęcz Przegibek.